# Hospic sv. Jana Nepomuckého Neumanna v Prachaticích
Hospic sv. Jana Nepomuckého Neumanna v Prachaticích se nachází na adrese Neumannova 144. Byl zřízen v roce 2000 v areálu, který patřil Kongregaci Milosrdných sester sv. Karla Boromejského. Areál kromě původní budovy tvoří i zadní objekt bývalého kláštera.
Hospic sídlí v budově původně středověkého původu, která byla přestavěna v 90. letech 19. století. Dvoupatrový dům měl původně renesanční fasádu s psaníčkovými sgrafity ve spodní části a bohatými malbami v části horní. Později byl přestavěn a výzdoba byla odstraněna; nejprve zmizela sgrafitová psaníčka v přízemí objektu, později byla přestavěna celá fasáda a odstraněn vjezd z Horní ulice. Některé z dekorací byly sňaty a uchovány v Prachatickém muzeu. Průčelí domu tehdy zdobila rustika a znak držený zbrojnoši. Výjevy dále zahrnovaly jednorožce, hon srnců a zajíců, souboj gryfa se lvem. V nejvyšší části budovy se nacházel znak rodu Rožmberků a letopočet 1572.
Po roce 2003 byla v zadní části rozšířena tak, aby zde mohly být umístěny prostory hospice. Přesunut kvůli tomu byl tehdejší domov seniorů a vykoupeny některé další domy. Zakázku za sumu 80 milionů Kč tehdy realizovala společnost Metrostav. Po roce 2006 byla budova dána do užívání ve svém celém rozsahu.
Původní stavba s průčelím do Horní ulice není evidována jako kulturní památka.